# Wereldbeker bobsleeën 2020/2021
De wereldbeker bobsleeën in het seizoen 2020/2021 (officieel: BMW IBSF World Cup Bob & Skeleton 2020/2021) liep van 21 november 2020 tot en met 31 januari 2021. De competitie werd georganiseerd door de Internationale Bobslee- en Skeletonfederatie (IBSF), gelijktijdig met de wereldbeker skeleton.
De competitie, met de drie traditionele onderdelen van het bobsleeën, omvatte dit seizoen wedstrijden op een aangepaste kalender die in verband met de heersende coronapandemie geheel op het Europese continent afspeelde op vijf banen in Duitsland, Letland, Oostenrijk en Zwitserland. Vanwege de aangepaste kalender vonden er in de tweemansbob twaalf wedstrijden plaats en in de viermansbob vier wedstrijden in plaats van de gebruikelijke acht. De vrouwen kwamen wel in acht wedstrijden uit. De wereldbekerwedstrijd in Winterberg gold voor de Europese deelnemers tevens als het Europees kampioenschap.
In de tweemansbob bij de mannen werd de top-3 in het eindklassement gevormd door de Duitse piloten Francesco Friedrich en Johannes Lochner op de plaatsen een en twee en de Tsjech Dominik Dvořák op plaats drie. Voor Friedrich was het zijn zesde podiumplaats in deze competitie, in 2016/17, 2018/19 en 2019/20 behaalde hij ook de titel, in 2013/14 werd hij derde en in 2017/18 tweede. Voor Lochner en Dvořák was het hun eerst podiumplaats in de tweemansbob. Tsjechië werd hiermee voor het eerst vertegenwoordigd op een eindpodium in de wereldbeker bobsleeën.
In de viermansbob vormden de Duitse piloot Francesco Friedrich op plaats een, de Zwitser Benjamin Maier op plaats twee en de Canadees Justin Kripps op plaats drie het erepodium. Friedrich behaalde voor de derde opeenvolgende keer de einzege. Het was zijn vijfde podiumplaats in de viermansbob, in 2015/16 en 2017/18 werd hij tweede. Maier nam voor het eerst op dit podium plaats, Kripps voor de tweede maal, ook in het vorige seizoen werd hij derde.
Bij de vrouwen werd het erepodium gevormd door de Oostenrijkse pilote Katrin Beierl op plaats een, en de Duitse pilotes Kim Kalicki en Mariama Jamanka op de plaatsen twee en drie. Beierl en Kalicki namen voor het eerst op dit podium plaats. Jamanka nam hierop voor het vierde opeenvolgende seizoen plaats, in 2017/18 werd ze ook derde, in 2018/19 werd eerste en in 2019/20 tweede.

## Wereldbeker punten
De eerste 30 in het dagklassement krijgen punten voor het wereldbekerklassement toegekend. De top 20 na de eerste run gaan verder naar de tweede run, de overige deelnemers krijgen hun punten toegekend op basis van hun klassering na de eerste run. De onderstaande tabel geeft de punten per plaats weer.
| Klassering = punten                          | Klassering = punten                               | Klassering = punten                               | Klassering = punten                          | Klassering = punten                          | Klassering = punten                          |
| -------------------------------------------- | ------------------------------------------------- | ------------------------------------------------- | -------------------------------------------- | -------------------------------------------- | -------------------------------------------- |
| 1e = 225 2e = 210 3e = 200 4e = 192 5e = 184 | 06e = 176 07e = 168 08e = 160 09e = 152 10e = 144 | 11e = 136 12e = 128 13e = 120 14e = 112 15e = 104 | 16e = 96 17e = 88 18e = 80 19e = 74 20e = 68 | 21e = 62 22e = 56 23e = 50 24e = 45 25e = 40 | 26e = 36 27e = 32 28e = 28 29e = 24 30e = 20 |

## Tweemansbob (m)

### Uitslagen
| Datum      | Plaats       | Eerste                                           | Tweede                                        | Derde                                             |
| ---------- | ------------ | ------------------------------------------------ | --------------------------------------------- | ------------------------------------------------- |
| 21/11/2020 | Sigulda      | Duitsland Francesco Friedrich Thorsten Margis    | Duitsland Johannes Lochner Christian Rasp     | Zwitserland Michael Vogt Sandro Michel            |
| 22/11/2020 | Sigulda      | Duitsland Francesco Friedrich Alexander Schüller | Duitsland Johannes Lochner Eric Franke        | Zwitserland Michael Vogt Sandro Michel            |
| 28/11/2020 | Sigulda      | Duitsland Francesco Friedrich Thorsten Margis    | Letland Oskars Ķibermanis Matiss Miknis       | Zwitserland Simon Friedli Gregory Jones           |
| 29/11/2020 | Sigulda      | Duitsland Francesco Friedrich Alexander Schüller | Zwitserland Michael Vogt Sandro Michel        | Duitsland Johannes Lochner Christian Rasp         |
| 12/12/2020 | Innsbruck    | Duitsland Johannes Lochner Eric Franke           | Duitsland Francesco Friedrich Thorsten Margis | Letland Oskars Ķibermanis Matiss Miknis           |
| 13/12/2020 | Innsbruck    | Duitsland Francesco Friedrich Thorsten Margis    | Duitsland Johannes Lochner Christian Rasp     | Letland Oskars Ķibermanis Matiss Miknis           |
| 19/12/2020 | Innsbruck    | Duitsland Francesco Friedrich Alexander Schüller | Letland Oskars Ķibermanis Matiss Miknis       | Duitsland Johannes Lochner Christian Rasp         |
| 20/12/2020 | Innsbruck    | Duitsland Francesco Friedrich Alexander Schüller | Letland Oskars Ķibermanis Matiss Miknis       | Duitsland Johannes Lochner Christian Rasp         |
| 20/12/2020 | Innsbruck    | Duitsland Francesco Friedrich Alexander Schüller | Letland Oskars Ķibermanis Matiss Miknis       | Duitsland Hans Peter Hannighofer Marcel Kornhardt |
| 09/01/2021 | Winterberg * | Duitsland Francesco Friedrich Thorsten Margis    | Duitsland Johannes Lochner Eric Franke        | Oostenrijk Benjamin Maier Markus Sammer           |
| 16/01/2021 | Sankt Moritz | Duitsland Francesco Friedrich Alexander Schüller | Duitsland Johannes Lochner Florian Bauer      | Canada Justin Kripps Cameron Stones               |
| 23/01/2021 | Königssee    | Duitsland Francesco Friedrich Thorsten Margis    | Duitsland Johannes Lochner Eric Franke        | Oostenrijk Benjamin Maier Kristian Huber          |
| 30/01/2021 | Innsbruck    | Duitsland Francesco Friedrich Alexander Schüller | Letland Oskars Ķibermanis Matiss Miknis       | Rusland Rostislav Gaitiukevich Mikhail Mordasov   |

* De WB#9 op zaterdag 9 januari in Winterberg was tevens het Europees kampioenschap. Er namen drie niet-Europese bobs deel, een uit Canada (5e) en twee uit de Verenigde Staten (14e en 17e). Nadat deze uit de daguitslag waren geschrapt werd de top-3 van het EK gevormd door de top-3 van de daguitslag. De Nederlandse bob werd twaalfde op dit kampioenschap.
Nederlandse deelname
WB#5 015e Ivo de Bruin, Janko Franjic
WB#6 013e Ivo de Bruin, Janko Franjic
WB#7 013e Ivo de Bruin, Janko Franjic
WB#8 011e Ivo de Bruin, Janko Franjic
WB#9 013e Ivo de Bruin, Janko Franjic
WB#10 14e Ivo de Bruin, Janko Franjic
WB#11 22e Ivo de Bruin, Janko Franjic
WB#12 12e Ivo de Bruin, Janko Franjic

### Eindklassement
| #  | Piloot                 | Land | Punten |
| -- | ---------------------- | ---- | ------ |
| 01 | Francesco Friedrich    | GER  | 02685  |
| 02 | Johannes Lochner       | GER  | 02453  |
| 03 | Dominik Dvořák         | CZE  | 01880  |
| 04 | Oskars Ķibermanis      | LAT  | 01848  |
| 05 | Michael Vogt (junior)  | SUI  | 01794  |
| 06 | Simon Friedli          | SUI  | 01472  |
| 07 | Oskars Melbardis       | LAT  | 01440  |
| 08 | Christioph Hafer       | SUI  | 01432  |
| 09 | Ralfs Berzins (junior) | LAT  | 01416  |
| 10 | Rostislav Gaitiukevich | RUS  | 01360  |
|    |                        |      |        |
| 17 | Ivo de Bruin           | NED  | 00896  |

## Viermansbob (m)

### Uitslagen
| Datum      | Plaats       | Eerste                                                                            | Tweede                                                                                 | Derde                                                                     |
| ---------- | ------------ | --------------------------------------------------------------------------------- | -------------------------------------------------------------------------------------- | ------------------------------------------------------------------------- |
| 10/01/2021 | Winterberg * | Duitsland Francesco Friedrich Thorsten Margis Candy Bauer Alexander Schüller      | Canada Justin Kripps Ryan Sommer Cameron Stones Ben Coakwell                           | Oostenrijk Benjamin Maier Sascha Stepan Markus Sammer Kristian Huber      |
| 17/01/2021 | Sankt Moritz | Duitsland Francesco Friedrich Thorsten Margis Martin Grothkopp Alexander Schüller | Oostenrijk Benjamin Maier Dănuț Moldovan Markus Sammer Kristian Huber                  | Canada Justin Kripps Ryan Sommer Cameron Stones Ben Coakwell              |
| 24/01/2021 | Königssee    | Duitsland Francesco Friedrich Thorsten Margis Martin Grothkopp Alexander Schüller | Oostenrijk Benjamin Maier Dănuț Moldovan Markus Sammer Sascha Stepan                   | Duitsland Johannes Lochner Florian Bauer Christopher Weber Christian Rasp |
| 31/01/2021 | Innsbruck    | Duitsland Francesco Friedrich Thorsten Margis Alexander Schüller Candy Bauer      | Oostenrijk Benjamin Maier Sascha Stepan Markus Sammer Kristian Huber Dănuț Moldovan ** | Canada Justin Kripps Ryan Sommer Ben Coakwell Cameron Stones              |

* De WB#1 op zondag 10 januari in Winterberg vormde tevens het Europees kampioenschap. Er namen drie niet-Europese bobs deel, een uit Canada (2e) en twee uit de Verenigde Staten (14e en 16e). De Duitse en Oostenrijkse bob in de top-3 van de daguitslag van de wereldbeker werd aangevuld met de Russische bob met Rostislav Gaitiukevich, Mikhail Mordasov, Ruslan Samitov en Ilya Malykh (4e) om de top-3 van het EK te vormen. De Nederlandse bob werd tiende op dit kampioenschap.
** Moldovan verving de geblesseerde Stepan in de tweede run
Nederlandse deelname
WB#1 11e Ivo de Bruin, Janko Franjic, Joost Dumas, Dennis Veenker
WB#2 18e Ivo de Bruin, Janko Franjic, Dennis Veenker, Joost Dumas
WB#3 16e Ivo de Bruin, Dennis Veenker, Janko Franjic, Joost Dumas
WB#4 15e Ivo de Bruin, Janko Franjic, Dennis Veenker, Joost Dumas

### Eindklassement
| #  | Piloot                 | Land | Punten |
| -- | ---------------------- | ---- | ------ |
| 01 | Francesco Friedrich    | GER  | 0900   |
| 02 | Benjamin Maier         | SUI  | 0830   |
| 03 | Justin Kripps          | CAN  | 0794   |
| 04 | Johannes Lochner       | GER  | 0768   |
| 05 | Rostislav Gaitiukevich | RUS  | 0704   |
| 06 | Christioph Hafer       | SUI  | 0672   |
| 07 | Aleksej Stoelnev       | RUS  | 0600   |
| 08 | Oskars Ķibermanis      | LAT  | 0488   |
| 09 | Dominik Dvořák         | CZE  | 0488   |
| 10 | Romain Heinrich        | FRA  | 0456   |
|    |                        |      |        |
| 11 | Ivo de Bruin           | NED  | 0416   |

## Tweemansbob (v)

### Uitslagen
| Datum      | Plaats       | Eerste                                        | Tweede                                               | Derde                                                |
| ---------- | ------------ | --------------------------------------------- | ---------------------------------------------------- | ---------------------------------------------------- |
| 21/11/2020 | Sigulda      | Duitsland Mariama Jamanka Vanessa Mark        | Oostenrijk Katrin Beierl Jennifer Onasanya           | Duitsland Kim Kalicki Anabel Galander                |
| 28/11/2020 | Sigulda      | Duitsland Laura Nolte Leonie Fiebig           | Duitsland Mariama Jamanka Vanessa Mark               |                                                      |
| 28/11/2020 | Sigulda      | Duitsland Laura Nolte Leonie Fiebig           | Duitsland Kim Kalicki Ann-Christin Strack            |                                                      |
| 13/12/2020 | Innsbruck    | Duitsland Laura Nolte Deborah Levi            | Duitsland Kim Kalicki Ann-Christin Strack            | Duitsland Mariama Jamanka Leonie Fiebig              |
| 19/12/2020 | Innsbruck    | Duitsland Stephanie Schneider Leonie Fiebig   | Duitsland Laura Nolte Deborah Levi                   | Duitsland Kim Kalicki Ann-Christin Strack            |
| 09/01/2021 | Winterberg * | Duitsland Laura Nolte Deborah Levi            | Duitsland Kim Kalicki Ann-Christin Strack            | Oostenrijk Katrin Beierl Jennifer Onasanya           |
| 09/01/2021 | Winterberg * | Duitsland Laura Nolte Deborah Levi            | Duitsland Kim Kalicki Ann-Christin Strack            | Duitsland Mariama Jamanka Leonie Fiebig              |
| 17/01/2021 | Sankt Moritz | Duitsland Stephanie Schneider Leonie Fiebig   | Verenigde Staten Elana Meyers Taylor Sylvia Hoffmann | Zwitserland Melanie Hasler Irina Strebel             |
| 24/01/2021 | Königssee    | Duitsland Kim Kalicki Ann-Christin Strack     | Duitsland Stephanie Schneider Tamara Seer            | Verenigde Staten Elana Meyers Taylor Sylvia Hoffmann |
| 31/01/2021 | Innsbruck    | Verenigde Staten Kaillie Humphries Lolo Jones | Verenigde Staten Elana Meyers Taylor Lake Kwaza      | Oostenrijk Katrin Beierl Jennifer Onasanya           |

* De WB#5 op zaterdag 9 januari in Winterberg was tevens het Europees kampioenschap. Er namen vijf niet-Europese bobs deel, een uit Canada (5e), drie uit de Verenigde Staten (6e, 7e en 18e) en een Australische (9e). Nadat deze uit de daguitslag waren geschrapt werd de top-3 van het EK gevormd door de vierbobs van top-3 van de daguitslag. De Belgische bob werd elfde.
Belgische deelname
WB#4 0011e An Vannieuwenhuyse, Sara Aerts
WB#5 0015e An Vannieuwenhuyse, Sara Aerts
WB#6 0015e An Vannieuwenhuyse, Sara Aerts
WB#7 0011e An Vannieuwenhuyse, Sara Aerts
WB#8 0015e An Vannieuwenhuyse, Sara Aerts

### Eindstand
| #  | Atleet                  | Land | Punten |
| -- | ----------------------- | ---- | ------ |
| 01 | Katrin Beierl           | AUT  | 0 1506 |
| 02 | Kim Kalicki (junior)    | GER  | 0 1431 |
| 03 | Mariama Jamanka         | GER  | 0 1363 |
| 04 | Andreea Grecu           | ROU  | 0 1284 |
| 05 | Laura Nolte (junior)    | GER  | 0 1061 |
| 06 | Melanie Hasler (junior) | SUI  | 0 1048 |
| 07 | Martina Fontanive       | SUI  | 00 856 |
| 08 | Breeana Walker          | AUS  | 00 856 |
| 09 | Mica McNeill            | GBR  | 00 808 |
| 10 | Elana Meyers Taylor     | USA  | 00 808 |
|    |                         |      |        |
| 14 | An Vannieuwenhuyse      | BEL  | 00 584 |

1983/1984 · 
1984/1985 · 
1985/1986 · 
1986/1987 · 
1987/1988 · 
1988/1989 · 
1989/1990 · 
1990/1991 · 
1991/1992 · 
1992/1993 · 
1993/1994 · 
1994/1995 · 
1995/1996 · 
1996/1997 · 
1997/1998 · 
1998/1999 · 
1999/2000 · 
2000/2001 · 
2001/2002 · 
2002/2003 · 
2003/2004 · 
2004/2005 · 
2005/2006 · 
2006/2007 · 
2007/2008 · 
2008/2009 ·
2009/2010 ·
2010/2011 ·
2011/2012 ·
2012/2013 ·
2013/2014 ·
2014/2015 ·
2015/2016 ·
2016/2017 ·
2017/2018 ·
2018/2019 ·
2019/2020 ·
2020/2021 ·
2021/2022 ·
2022/2023 ·
2023/2024 ·
2024/2025
Alpineskiën ·
Biatlon ·
Bobsleeën ·
Freestyleskiën ·
Langlaufen ·
Noordse combinatie ·
Rodelen ·
Schaatsen ·
Schansspringen ·
Shorttrack ·
Skeleton ·
Snowboarden